# 辛店街道 (东营市)
辛店街道，是中华人民共和国山東省东营市东营区下辖的一个乡镇级行政单位。

## 行政区划
辛店街道下辖以下地区：
辛店社区、孙路社区、玛琅社区、皂户社区、北田社区、姜家社区、刘家社区、西营社区、南庄社区、红卫社区、瑞苑社区、万鑫社区、康苑社区、佳苑社区、佳兴社区、瑞和社区、杏坛社区、兴荣社区、辛苑社区、阳光社区、哨头村、周家村、成寨村、茶坡村、唐家村、赵家村、立新村和前进村。